# یان ماس
یان ماس (هلندی: Jan Maas; ۱۷ ژوئن ۱۹۰۰ – ۵ سپتامبر ۱۹۷۷) دوچرخه‌سوار اهل هلند بود.
وی در مسابقات کشوری و بین‌المللی در مجموع برندهٔ ۱ مدال نقره شده‌است.